# 糙梗樓梯草
糙梗樓梯草（学名：Elatostema hirtellipedunculatum）为蕁麻科樓梯草屬下的一个种。

## 扩展阅读
- 維基物種上的相關：糙梗樓梯草